# Decaschistia
Decaschistia, biljni rod iz porodice sljezovki smješten u tribus Hibisceae, ili u novi vlastiti tribus Decaschistieae, dio potporodice Malvoideae.
Petnaest vrsta ovog roda rašireno je po dijelovima Azije (Indokina, Indija, Pakistan) i Australije.

## Vrste
1. Decaschistia affinis Pierre
2. Decaschistia byrnesii Fryxell
3. Decaschistia crassiuscula Kurz
4. Decaschistia crotonifolia Wight & Arn.
5. Decaschistia cuddapahensis T.K.Paul & M.P.Nayar
6. Decaschistia eximia Craib
7. Decaschistia ficifolia Mart.
8. Decaschistia harmandii Pierre
9. Decaschistia intermedia Craib
10. Decaschistia mouretii Gagnep.
11. Decaschistia occidentalis A.S.Mitch. ex Craven & Fryxell
12. Decaschistia peninsularis Craven & P.A.Fryxell
13. Decaschistia rufa Craib
14. Decaschistia thorelii Pierre
15. Decaschistia trilobata Wight